# 甲马营乡
甲马营乡是中国山东省德州市武城县下辖的一个乡。

## 行政区划
甲马营乡下辖凤凰台社区、位村屯社区、新屯社区、花园社区、北王庄村、东堤口村、董白三村、耿时潘村、河北营村、后曹店村、后庙村、甲马营村、刘古庄村、龙湾村、七机营村、千户营村、前曹店村、前庙村、塔坡村、谈庄村、田庄村、王虎庄村、西堤口村、徐庄村、盐庄村、占官屯村。